# Carl Martin Hermansen
Carl Martin Hermansen (født 5. februar 1897 i Silkeborg, død 9. november 1976 i Hjørring) var en dansk politiker og minister.
Carl Hermansen var søn af damaskvæver Frederik Hermansen (død 1899) og hustru Caroline Jørgensen (død 1953) og var således tidligt faderløs, men brød sin arv og blev student i 1915 og cand. theol. i 1921. Selv om han var opvokset indre missionsk, blev han grundvigianer. Han blev præst på Strømø, Færøerne, og blev gift her i 1922 med Elsebeth Susanne Ness. I 1940 blev han præst i Hjørring og i 1941 provst i Vennebjerg Herred.
I 1943 blev han medlem af Hjørring byråd, men først medlem af Venstre i 1945. 
Han blev kirkeminister i Ministeriet Kristensen 1945-1947 og igen i Ministeriet Eriksen 1951-1953.
Hermansen var kommandør af Dannebrog.